# نيابة دمشق
نيابة دمشق أو دمشق في العهد المملوكي أو دمشق المملوكية تشير إلى دمشق تحت حكم الدولة المملوكية، وقد دامت هذه الفترة من 8 سبتمبر 1260م حتى دخل السلطان العثماني سليم الأول دمشق يوم 26 سبتمبر 1516م. اعتبرت نيابة دمشق في العصر المملوكي – خصوصًا عهد الأمير سيف الدين تنكز – أهم نيابات الشام، إذ أن السلطان الناصر محمد بن قلاوون ربط جميع نواب الشام بنائب دمشق وذلك في سنة 714 هـ/1314م بحيث أصبحت أمور الولاية والعزل بهذه النيابات لنائب دمشق. اعتبر المماليك الذين حكموا البلاد بدءًا من 1250 دمشق ثاني مدنهم بعد القاهرة لموقعها الحربي وغنى أراضيها؛ واعتبروها مركز نيابة بلاد الشام. وتتالت على دمشق في القرن الثالث عشر غزوات المغول المتلاحقة، وأشدها «غزوة غازان» التي وقعت في عام 1300م، وقد بلغ عدد قتلى سكان المدينة حوالي مائة ألف شخص حسب ما نقل عن قدماء المؤرخين، إلى جانب إحراق مكتباتها وأسواقها، غير أنهم فشلوا في اقتحام قلعتها لمناعة موقعها وحصانة سورها المزدوج، فخرجوا من المدينة وأعيدت الخطبة لسلطان المماليك.
وفي عام 1402، قام المغول بحملة ثانية على دمشق بقيادة تيمورلنك، وقد أحرقت المدينة بما فيها الجامع الأموي، وسُبي منها بنتيجة الحملة عدد وافر من الصنّاع والحرفيين والعلماء إلى سمرقند، فساهموا بنهضتها الثقافية. وفي عهد السلطان برسباي (1422 - 1438م) أصيبت بلاد الشام بدءًا من حلب وانتهاءً بالكرك بوباء مجاعة، حتى مات الناس من الجوع أو من الطاعون، ويقول نقولا زيادة أنه لو لم تكن دمشق غزيرة المياه وخصبة الأراضي لما عادت إليها الحياة المزدهرة بسرعة ما كان. حُصر بآل السيوفي منصب شيخ المدينة، يتناقله أعضائها بالوراثة، ومن مهام شيخ المدينة تمثيل الأهالي ومطالبهم أمام الوالي، والتوسط لهم في القضايا المختلفة. إن عدد سكان المدينة كان ينمو باطراد وحينها كان حي الصالحية أكبرها، إضافة إلى ظهور أحياء جديدة وضواحي على أطرافها، وإلى جانب النمو الديموغرافي فإن نموًا اقتصاديًا شهدته المدينة خلال القرنين الرابع عشر والخامس عشر، وقامت عدد من الأسواق كسوق الدباغين وسوق الخيل وسوق ساروجة الذي كان أكبرها وأسرعها نموًا. وقد اهتم المماليك بتأسيس المدارس الشرعية الإسلامية ومنها المدرسة الظاهرية التي اشتهرت بزخرفتها، وأداروا ستة مستشفيات كبيرة تعرف باسم «البيمارستان» خلال مدة حكمهم، ومنذ القرن الخامس عشر غدت دمشق مركزًا هامًا للصوفيين، وقد برز من المدينة خلال حكم المماليك عدد من الشعراء والمؤرخين والفقهاء وغيرهم. بعد معركة مرج دابق، دخل السلطان سليم الأول دمشق يوم 26 سبتمبر 1516 وأصبحت دمشق إيالة عثمانية.

## نيابة دمشق
تمكنت دولة المماليك من بسط سيطرتها على بلاد الشام بعد انهيار المقاومة الأيوبية، وتصديها للمغول وتدمير قواتهم في معركة عين جالوت، سنة 658 هـ/1260م. وبدأت بذلك مرحلة تاريخية جديدة قسمت فيها بلاد الشام إلى ست نيابات وهي على حسب ترتيب ظهورها: نيابة دمشق، نيابة حلب، نيابة الكرك، نيابة صفد، نيابة طرابلس، نيابة حماة، وكان على رأس كل نيابة أمير كبير من أمراء المماليك يتمتع بلقب نائب السلطان.
وفي القرن الثامن الهجري/الرابع عشر الميلادي أصبح عدد نيابات الشام ثمانية، سماها شيخ الربوة ممالك، وهي «مملكة دمشق، مملكة حلب، مملكة الكرك، مملكة صفد، مملكة طرابلس، مملكة حماة، مملكة غزة، مملكة حمص». وذلك لأن غزة أصبحت نيابة مستقلة عام 711 هـ/1311م، كما أن حمص أصبحت نيابة في القرن الثامن الهجري/الرابع عشر الميلادي نيابة مستقلة أيضًا، وأطلق عليها شيخ الربوة «مملكة».
أما نجم الدين الطرسوسي، فقد ذكر في كتابه «تحفة الترك» نيابات الشام في عهده، وأوردها في كتابه حسب الأهمية فقال: «... ونيابة السلطنة على مراتب بحسب البلدان: فأكبر نيابات السلطان دمشق وبعدها نيابة حلب، وبعدها نيابة طرابلس وبعدها حماة، وبعدها صفد، وبعدها غزة، وبعدها حمص، وبعدها بعلبك»، ويلاحظ بأنه ذكر نيابة دمشق في أول النيابات، وهذا يبين أهمية نيابة دمشق على سائر نيابات الشام.
اعتبرت نيابة دمشق في العصر المملوكي – خصوصًا عهد الأمير سيف الدين تنكز – أهم نيابات الشام، إذ أن السلطان الناصر محمد بن قلاوون ربط جميع نواب الشام بنائب دمشق وذلك في سنة 714 هـ/1314م بحيث أصبحت أمور الولاية والعزل بهذه النيابات لنائب دمشق، ويذكر ابن إياس في كتابه «بدائع الزهور» أن نيابة حلب كانت أهم وأكبر من نيابة دمشق، وحينما ولي تنكز النيابة في دمشق، جعلها السلطان أهم وأكبر من حلب، إذ يقول بهذا الصدد: «فلما ولي تنكز نيابة الشام، جعل السلطان نيابة دمشق أكبر من نيابة حلب، وكان من قديم الزمان نيابة حلب أكبر من نيابة الشام». ولهذا أطلق المؤرخون على مصطلح نيابة دمشق «مملكة الشام» تمييزًا لها عن باقي نيابات الشام.
يعد شيخ الربوة الدمشقي أول من ذكر المناطق التابعة لنيابة دمشق، في كتابه «نخبة الدهر في عجائب البر والبحر» حيث أطلق عليها اسم «مملكة دمشق»، وتحدث عنها في بداية حديثه عن نيابات الشام، وذكر أعمالها وأهمها: داريا، وبيت لهيا، والمزة، والزنار، وبرزة، والغوطة، والمرج، والجبهة، وسنير، والقران، ووادي التيم، وجبة عسال، وقارا، والنبك، والقطيفة، وصدد، ومهين، ووادي بردى، والكفور، والجولان، وعقربا، والجيدور، نوى، والشعرا من اللجاة والسماوة، وبوارس، وبقاع العزيز، وبقاع بعلبك، وكرك نوح، وإقليم غرتا، واللبوة، وبعلبك، وكابل، وجبل عاملة، وبانياس، وأذرعات، وبصرى، وحوران، وقلعة صرخد، والبثنية، وعمان، وجرش، وعجلون، ونابلس، وفحل، والغور، والقصير، وبيسان، وأريحا، وبيت جبرين، وعمواس، والخليل، وغور عمتا، وغور دامية، والسلط، وجبل بني عوف، وجبل بني هلال، وبيت المقدس، والرملة، ولد، وسبسطية، وعين جالوت، وبيروت، وصيدا، وعسقلان، وقيسارية، ويافا، وبيت لحم، وبيت جالا، والسويدا، وحسبان، والرحبة، وتدمر، والسخنة.
أما ابن فضل الله العمري فكان أكثر تحديدا لمناطق نيابة دمشق من شيخ الربوة حيث يقول: «فأما ما هو في زماننا وعليه قانون ديواننا فإنه إذا قال سلطاننا: بلاد الشام ونائب الشام لا يريد به إلا دمشق ونائبها وولايته من لدن العريش حد بلاد مصر إلى آخر سلمية مما هو شرق بشمال، وإلى الرحبة مما هو شرق محض، وقد أضيف إليها في أيام سلطاننا بلاد جعبر... فأعلم أن نيابة الشام تشتمل على ولاية بر وأربع صفقات، فأما السبر فهو ضواحي دمشق، وحده من القبلة قرية الخيارة المجاورة للكسوة وما هو على سمتها طولا من الشرق الجبال الطوال إلى النبك، وما وقع على سمتها، ومن الشام ما هو على سمت النبك من القرى آخذا على عسال وما حولها من القرى إلى الزبداني ومن الغرب ما هو من الزبداني إلى القران المسلمتة للخيارة المقدمة الذكر، وفي هذا مرج دمشق وغوطتها. وأما الصفقات: فالأولى الساحلية والجبلية، وأهم هذه البلاد مدينة غزة والنيابة بها... وأما الصفقة الثانية: وهي المعروفة بالقبلية... ومدينتها بصرى... والصفقة الثالثة: وهي المعروفة بالشمالية... وبها من المدن الجليلة بعلبك... وأما الصفقة الرابعة: وهي الشرقية... ومدينة هذه الصفقة حمص».
والذي يهم من تحديد العمري هذا التعرف على صلاحيات نائب دمشق والمناطق التي تشملها هذه الصلاحيات.
أما القلقشندي فقد نقل ما جاء عن العمري ولم يضف شيئًا جديدا. وكذلك الخالدي فإنه نقل ما أورده العمري ولم يضف شيئًا آخر.
أما ابن شاهين الظاهري فجاء تعداده للمناطق المكونة لنيابة دمشق على نحو ما عددها شيخ الربوة، حيث أن الظاهري نقل عنه ولم يضف شيئًا جديدا.
أما بالنسبة لحدود نيابة دمشق في العصر المملوكي فقد تميزت بالتأرجح وعدم الثبات كغيرها من نيابات الشام، قسمت هذه الحدود إلى قسمين:
فالقسم الأول حدود ثابتة وتشمل مدينة دمشق وقراها وضواحيها، وحدودها كما وردت عند ابن فضل الله العمري في كتابه «التعريف بالمصطلح الشريف» وهي كما يلي:
«...فأما البر فهو ضواحي دمشق وحده من القبلة قرية الخيارة المجاورة للكسوة وما هو على سمتها طولا، ومن الشرق الجبال الطوال إلى النبك وما وقع على سمتها، ومن الشام ما هو على سمت النبك من القرى آخذا على عسال وما حولها من القرى إلى الزبداني، ومن الغرب ما هو من الزبداني إلى قرى القران المسامتة للخيارة المقدمة الذكر، وفي هذا مرج دمشق وغوطتها».
يلاحظ أن دمشق كانت تضم المنطقة المحصورة اليوم بين قرية الكسوة جنوبا والنبك شمالا، وبين بادية الشام شرقا والزبداني غربا، ويدخل في هذا النطاق مرج دمشق وغوطتها ومدينة دمشق أيضا.
حدود غير ثابتة وفي هذا القسم تتجاوز حدود النيابة وسلطة نائبها حدود القسم الأول لتشمل نيابات صغرى وولايات.
فالنيابات الصغرى أهمها: غزة، والقدس، وصرخد، وعجلون، وبعلبك، وحمص، ومصياف، والرحبة. مع ملاحظة أن غزة صارت في عام 711 هـ/1311م نيابة قائمة بذاتها، وقد أشار ابن تغري بردي إلى ذلك عند تعداده لمآثر السلطان الناصر حيث يقول: «حتى أن مدينة غزة هو الذي مصرها وجعلها على هذه الهيأة، وكانت قبل كآحد قرى البلاد الشامية وجعل لها نائبا وسمي بملك الأمراء، ولم تكن قبل ذلك إلا ضيعة من ضياع الرملة». كما أن حمص أيضا أصبحت نيابة مستقلة في القرن الثامن الهجري/الرابع عشر الميلادي، وقد أشار إلى ذلك الشيخ الربوة الدمشقي حيث اعتبر حمص مملكة قائمة بذاتها. أما الولايات التابعة لنيابة دمشق فعديدة أهمها: الرملة، وبيسان، والبقاع، وبيروت، وصيدا، وقارا.

## القرى في نيابة دمشق
أهم القرى التي كانت تابعة لنيابة دمشق في هذا العهد، والتي لدينا عنها في المصادر وهي:
- أرزونا: من قرى دمشق،[28] تقع على نهر ثورا، وكان لها جامع وحمام، ومشربها من النهر نفسه.[29]
- أرزة: ذكرها ابن طولون في «ضرب الحوطة» إلا أن معظمها كان خاربا في عصره حيث أدرك بعضا منها، إذ قال عنها: «أرزة: أدركت بعض بيوت بها وشربها من نهر ثورا».[29]
- الإفتريس: قرية من قرى دمشق قرب جسرين، مشربها من نهر داعية،[29] وكلمة «الإفتريس» يونانية، وهي تحريف لكلمة «فاراتيس» أي «ضارب الأعداء ومبددهم»، وهو من أسماء المشتري.[30]
- بانياس: قرية تبعد عن دمشق مرحلة ونصف،[31] تقع على بحيرة الحولة، وتشتهر بالليمون والأترج.[32]
- البثنية
- برزة
- بلاس
- البلاط
- بيت أبيات
- بيت أرانس
- بيت قوفا
- بيت لهيا
- ثنية العقاب
- جبة عسال
- جرمانا
- جسرين
- جوبر
- حجيرا
- الحديثة
- حران
- حرستا

## جغرافية نيابة دمشق

### الموقع والحدود
شكلت نيابة دمشق في العصر المملوكي جزءا مهما من جغرافية بلاد الشام، وبالنسبة لبلاد الشام، فإن تضاريسها تختلف من منطقة إلى أخرى، ففيها مناطق جبلية عالية في جهاتها الغربية تمتد بشكل طولي من الشمال إلى الجنوب، وترتفع في الشمال أكثر منها في الجنوب، وبالإضافة إلى المناطق الجبلية هناك المناطق السهلية، والمناطق الغورية المنخفضة، والأراضي الصحراوية التي تتميز بقلة المياه والسكان خاصة في الجهات الداخلية والشرقية من بلاد الشام. فإن تضاريس بلاد الشام تأخذ التقسيم الطولي، الذي يتمد من الشمال إلى الجنوب، سواء في ذلك السهول أم الجبال أم الأغوار.
لذلك كان التقسيم الطولي هو أنسب التقاسيم الطبيعية لبلاد الشام، وقد أشار إلى ذلك المقدسي من خلال تقسيمه أقسام الشام الطبيعية، فقسمها إلى أربعة صفوف: فالصف الأول يلي بحر الروم (المتوسط) وهو السهل وفيه جميع مدن السواحل، والثاني الجبال وفيه جبال لبنان، واللكام، والثالث: الأغوار وفيه من المدن أيلة، وصفر، وأريحا، وبيسان، وطبرية، وبانياس، والصف الرابع: سيف البادية وهي جبال عالية باردة، ومعتدلة.... وتقع فيه من البلدان مآب، وحمص، ودمشق، وتدمر.
وبذلك يتبين أن دمشق تقع على حافة البادية الشامية خلف الحاجز المزدوج لجبال لبنان الشرقية والغربية.
أما بالنسبة لحدود نيابة دمشق في العصر المملوكي فقد تميزت بالتأرجح وعدم الثبات كغيرها من نيابات الشام، قسمت هذه الحدود إلى قسمين:
فالقسم الأول حدود ثابتة وتشمل مدينة دمشق وقراها وضواحيها، وحدودها كما وردت عند ابن فضل الله العمري في كتابه «التعريف بالمصطلح الشريف» وهي كما يلي:
«...فأما البر فهو ضواحي دمشق وحده من القبلة قرية الخيارة المجاورة للكسوة وما هو على سمتها طولا، ومن الشرق الجبال الطوال إلى النبك وما وقع على سمتها، ومن الشام ما هو على سمت النبك من القرى آخذا على عسال وما حولها من القرى إلى الزبداني، ومن الغرب ما هو من الزبداني إلى قرى القران المسامتة للخيارة المقدمة الذكر، وفي هذا مرج دمشق وغوطتها».
يلاحظ أن دمشق كانت تضم المنطقة المحصورة اليوم بين قرية الكسوة جنوبا والنبك شمالا، وبين بادية الشام شرقا والزبداني غربا، ويدخل في هذا النطاق مرج دمشق وغوطتها ومدينة دمشق أيضا.
حدود غير ثابتة وفي هذا القسم تتجاوز حدود النيابة وسلطة نائبها حدود القسم الأول لتشمل نيابات صغرى وولايات.
فالنيابات الصغرى أهمها: غزة، والقدس، وصرخد، وعجلون، وبعلبك، وحمص، ومصياف، والرحبة. مع ملاحظة أن غزة صارت في عام 711 هـ/1311م نيابة قائمة بذاتها، وقد أشار ابن تغري بردي إلى ذلك عند تعداده لمآثر السلطان الناصر حيث يقول: «حتى أن مدينة غزة هو الذي مصرها وجعلها على هذه الهيأة، وكانت قبل كآحد قرى البلاد الشامية وجعل لها نائبا وسمي بملك الأمراء، ولم تكن قبل ذلك إلا ضيعة من ضياع الرملة». كما أن حمص أيضا أصبحت نيابة مستقلة في القرن الثامن الهجري/الرابع عشر الميلادي، وقد أشار إلى ذلك الشيخ الربوة الدمشقي حيث اعتبر حمص مملكة قائمة بذاتها. أما الولايات التابعة لنيابة دمشق فعديدة أهمها: الرملة، وبيسان، والبقاع، وبيروت، وصيدا، وقارا.

### التضاريس
وبناء على التحديد السابق لنيابة دمشق، فإن منطقة دمشق «المدينة وقراها» تقع ضمن إقليم الهضاب والسهول الداخلية لبلاد الشام، حيث يشمل هذا الإقليم كافة السهول والهضاب التي تقع إلى الشرق من السلاسل الجبلية لبلاد الشام وأهمها: سهول الكرك والبلقاء وحوران وسفوح جبال الحرمون والجولان والغوطة والبقاع وحمص وحماة وحلب بالإضافة إلى السهول المرتفعة في فلسطين أي أن دمشق تقع بين السهول الداخلية وسلسلة الجبال الشرقية، وتربة هذه المنطقة هي من النوع البازلتي الغنية بالمواد الصالحة للزراعة.
وبالنسبة للسهول الداخلية والجبال الوسطى فإن أهم أقسامها سلسلة الجبال التدمرية التي تمتد بين بلدة الضمير في الغرب والجنوب حتى واحة السخنة في الشمال الشرقي، وهي أطول السلاسل الجبلية في الشام، إذ يبلغ طولها ٢٤٠ كم ويتراوح عرضها بين ٥–٦ كم.
أما فيما يتعلق بسلسلة الجبال الشرقية فالذي يعنينا منها الجبال المحيطة بدمشق، وأهمها: جبل الزاوية الذي يقع في شمال سورية جنوب سهل الغاب الذي يمتد جنوبا ليتصل بجبال القلمون «سنير» وتجدر الإشارة إلى أن هذه المرتفعات تعد جزءا من جبال لبنان الغربية،والتي تمتد نحو الجنوب الغربي حتى جبال الزبداني التي تشكل امتدادا لها، ويلي هذه الجبال جبل الشيخ «ثلج» وفيها أعلى قمة في بلاد الشام وهي قمة جبل الشيخ إذ يبلغ ارتفاعها ٢٨١٤ كم، وتحيط بادية الشام بدمشق من جهة الشرق.

#### موقع دمشق
وبناء على التحديد السابق لدمشق وتضاريسها فيمكن تحديد موقعها على النحو التالي:
- فلكيا: تقع المدينة على درجة عرض ٣٣ و٣٣° درجة شمال خط الاستواء، وعلى خط طول ١٧ و٣٦° درجة شرق خط غرينتش.[40]
- جغرافيا: تقع على حافة بادية الشام من جهة الشرق، خلف الحاجز المزدوج لجبال لبنان الشرقية والغربية، في بداية السهول الواسعة الممتدة نحو الشمال الشرقي من بلاد الشام حتى الفرات، وجنوبا حتى قلب شبه الجزيرة العربية.[41]

وترتفع عن سطح البحر حوالي ٧٠٠م (٢١٣٠) قدما، ويشرف عليها جبل قاسيون من الشرق، ويقدر ارتفاعه حوالي ٣٧٠٧ قدما، ومن الغرب يشرف عليها جبل الشيخ والذي كان يعرف قديما بجبل الثلج، وتحيط بها الغوطتان الشرقية والغربية، وتبعد دمشق عن البحر المتوسط حوالي ٤٥ ميلا.

### المناخ والمياه

#### المناخ
من الصفات البارزة لمناخ بلاد الشام هو التغير السريع في الظروف المناخية كلما ابتعدت عن الساحل، ويعود ذلك لوجود المرتفعات الجبلية العالية والموازية لخط الساحل، التي تفرض على المؤثرات البحرية أن تمر عبر ممرات ضيقة فقط لتصل إلى الداخل، لذا تسود الخصائص المناخية القارية في الداخل والخصائص البحرية في منطقة الساحل، إضافة إلى وجود نظام مناخي ثابت في السلاسل الجبلية، يتصف بانخفاض حرارته وغزارة أمطاره، وهذا الاختلاف في الخصائص المناخية بين منطقة وأخرى أدى إلى التعدد في المناخات في مساحة قليلة العرض. وقد عبر المقدسي عن هذا التباين في أنماط المناخ في بلاد الشام قائلا: «الشام إقليم متوسط الهواء إلا وسطه من الشراة إلى الحولة فإنه بلد الحر والنيل والموز والنخيل».
يعتبر مناخ دمشق بشكل عام بأنه مناخ شبه جاف، وذلك يعود إلى انفتاح المدينة ومنطقتها على الصحراء من الشرق ووجود جبال لبنان الغربية والشرقية كسد يمنع رطوبة البحر المتوسط من التأثير القوي على مناخها.
وتشتمل عناصر المناخ على الحرارة، والرياح، والأمطار.

#### الحرارة
نظرا للظروف الطبيعية المحيطة بدمشق – والتي ذكرت أعلاه – فإن درجة الحرارة الفصلية واليومية فيها تتميز بتفاوتها تفاوتا كبيرا، وذلك «بسبب انحباس المؤثرات البحرية عنها خلف السلاسل الجبلية المرتفعة ووقوعها على عتبة البادية الشامية الواسعة». ففي تموز مثلا يكون متوسط درجة الحرارة في دمشق ٢٧° درجة، في حين تبلغ في كانون الثاني ٦° درجات، وقد تنخفض إلى ما دون ذلك كما هو الحال في منطقتي النبك والقلمون حيث تصل درجة الحرارة فيها شتاء في بعض الأحيان إلى ١٦° درجة تحت الصفر، وهذا لا يحدث إلا نادرا. أما في فصل الصيف فإن درجة الحرارة ترتفع بشكل كبير وقد تصل في بعض الأحيان إلى ٤٠° درجة، ويلاحظ بأن الانخفاض الكبير في درجة الحرارة شتاء يؤدي إلى الأضرار بالمحاصيل الزراعية الشتوية على نطاق واسع. وبشكل عام يبلغ متوسط درجة الحرارة صيفا ٣٥° درجة، أما شتاء فإن متوسطها يصل إلى ٧° درجات. أما متوسط درجة الحرارة السنوي فيبلغ ١٧،٥° درجة.
ويمتد فصل الصيف من شهر نيسان إلى تشرين الثاني، وتتميز هذه الفترة بالجفاف التام وارتفاع الحرارة، ومما يزيد من وطأة الحر الرياح الشرقية والجنوبية الشرقية العاصفة التي يستدعيها الفراغ الهوائي في الصحراء العربية، حيث تتجاوز درجة الحرارة في النهار ٣٥° درجة في الظل.

#### الرياح
تنشأ الرياح من اختلاف الضغط الجوي في المناطق المجاورة لبلاد الشام – والتي تعد دمشق جزءا منها – وهذه المناطق هي: سيبيريا، وأوروبا، وإفريقيا، وتتأثر البلاد برياح مختلفة برودة وجفافا ورطوبة.
فالرياح الشتوية أهمها:
الرياح الشمالية والشمالية الشرقية التي تتصف بالبرودة الشديدة والجفاف، وتسبب الصقيع الذي يتلف المزروعات.
أما الرياح الغربية والجنوبية الغربية فتكون ممطرة ودافئة ويتوقف عليها العمل الزراعي، حيث تأتي هذه الرياح من البحر المتوسط فتكون محملة بالرطوبة، وتقابل جبال لبنان ومنطقة التلال الوسطى، وترتفع وبارتفاع الهواء يتمدد مما يتسبب في سقوط الأمطار، وهذا هو تعليل كثرة الأمطار التي تسقط على السواحل غرب وغرب جبال سوريا، على أن كمية المطر تتناقص كلما اتجهنا شرقا.
أما في الفصول الانتقالية «فصلي الربيع والخريف»: فتهب على بلاد الشام رياح جنوبية شرقية، ورياح شرقية، وفي الغالب تكون هذه الرياح جافة مثيرة للغبار، تؤذي النبات، ويطلق عليها اسم «رياح السموم» وهي المعروفة برياح الخماسين، وتعد فرع من رياح الخماسين التي تهب على مصر. وبالنسبة لمعدل سرعة الرياح التي تهب على منطقة دمشق فتصل في فصل الشتاء إلى ٦ و١٨ كم في الساعة، بينما تنخفض في فصل الصيف إلى ٧ و٦ كم في الساعة.
وبشكل عام فإن منطقة دمشق وما حولها تقع بين منطقة الرياح التجارية الجافة التي تهب على الجزء الجنوبي من بلاد الشام، ومنطقة الرياح الغربية المحملة بالرطوبة والأمطار والتي تهب على الجزء الشمالي من بلاد الشام مسببة سقوط الأمطار الوفيرة.

#### الأمطار
يرتبط سقوط الأمطار في بلاد الشام بالمنخفضات الجوية والكتل الهوائية، فالرياح الغربية التي تمر بالبحر المتوسط تكون محملة بالرطوبة وتقابل جبال لبنان ومنطقة التلال الوسطى فترتفع بارتفاع الهواء ويتمدد مما يتسبب في سقوط الأمطار، وهذا هو تعليل كثرة الأمطار التي تسقط على ساحل بلاد الشام وجبالها الغربية، على أن كمية الأمطار تتناقص كلما اتجهنا شرقا، فدمشق الواقعة خلف الحاجز المزدوج لجبال لبنان الشرقية والغربية لا يصيبها إلا القليل من الأمطار، لذلك فإن أمطار دمشق غير منتظمة.
وهذا لا يعني أن الكتل الهوائية القادمة من الغرب هي وحدها التي تجلب المطر، بل لا بد من شروط أخرى، منها أن يوافق وصول هذه الرياح والكتل الهوائية المحملة ببخار الماء حلول الفصل البارد، بسبب هطول المطر في الشتاء الذي يشكل الفترة الأساسية في هطول الأمطار وتساقط الثلوج في المناطق الجبلية العالية.
كما يلعب الموقع الجغرافي دورا أساسيا في كمية الأمطار الهاطلة على بلاد الشام، وهناك عدة عوامل طبيعية جغرافية، تؤثر على كمية الأمطار الهاطلة في المناطق المختلفة من بلاد الشام – ومن ضمنها منطقة دمشق – وهذه العوامل هي:
1. البعد والقرب من البحر.
2. الارتفاع والانخفاض عن سطح البحر.
3. القرب أو البعد عن خط الاستواء.

وبالنسبة لدمشق فإن بعدها نسبيًا عن البحر المتوسط (100 كم) ووقوف جبال لبنان حائلًا دون تأثيرات البحر أدى إلى انخفاض كميات الأمطار الهاطلة على المنطقة، إذ تتراوح بين 220–250 ملم سنويًا.
وقد تصل في بعض الأحيان إلى 300 ملم، ولا تزيد أيام الأمطار الغزير والبرد القارس عن ثلاثة أشهر تقريبًا.
أما المنخفضات الجوية التي تؤثر على بلاد الشام والقادمة من البحر المتوسط، فتبدأ في تشرين الثاني وتبلغ عنفوانها في كانون الأول وكانوا الثاني وشباط، ويبلغ متوسط عدد المنخفضات الجوية المؤثرة على دمشق في السنة حوالي 26 منخفضًا جويًا، فإذا انخفض عدد هذه المنخفضات المارة فوق الأراضي الشامية عمومًا ودمشق خصوصًا، أو تأخر مرورها فإن ذلك يؤثر تأثيرًا خطيرًا على الزراعة في هذه المنطقة.
ويلاحظ بشكل عام أن الأمطار في منطقة دمشق تقل كلما اتجهنا من الغرب إلى الشرق، حيث تحجب جبال اللكام وجبال لبنان الغربية الرياح الرطبة القادمة من الغرب عن المناطق الشرقية مما يجعل نصيبها من الأمطار قليلًا، ففي منطقة النبك مثلًا يصل معدل الأمطار السنوي إلى 200 ملم، وقد تهبط إلى كمية من المطر تصل إلى 90 ملم أو 100 ملم.

## الإدارة والوظائف في نيابة دمشق

### الموظفون من أرباب السيوف

#### نائب السلطنة
ومن واجبات النائب في دمشق والتي تناط به من قبل السلطان في القاهرة: إصدار القرارات باسم السلطان وأحيانا أخرى باسمه هو، وإصدار وتوقيع التقاليد و التواقيع والمناشير، وتفقد أحوال الرعية. ومن واجباته أيضا الإشراف على أمور القرى والغلات وإيصال الحقوق إلى مستحقيها من ذوي المناصب والكفاية والحاجة، وتنفيذ الأحكام الشرعية، وتفقد الجيش والركوب على رأس فرق الجيش في المواكب الرسمية إضافة إلى تحصين البلاد وإعمارها، وتعيين إقطاعات الجند، وحفظ المسالك، وتسهيل مهمات البريد، والاهتمام بالعلم والعلماء، وتولية المناصب لأهلها، وإقامة فقيه في كل قرية لا يوجد فقيه فيها يعلمهم أمور دينهم، دفع أهل البدع والأهواء، وكشف شرهم عن المسلمين.

## نواب دمشق
- علم الدين سنجر الحلبي
- طيبرس الوزيري
- جمال الدين آقوش النجيبي
- عز الدين أيدمر الظاهري
- شمس الدين سنقر الأشقر
- المنصور حسام الدين لاجين
- علم الدين سنجر الشجاعي
- عز الدين أيبك الحموي
- شجاع الدين غرلو العادلي
- سيف الدين قبجق المنصوري
- جمال الدين آقوش الأفرم
- قراسنقر المنصوري
- سيف الدين كراي المنصوري
- جمال الدين آقوش الأشرفي
- سيف الدين تنكز الحسامي
- الطنبغا الحاجب الناصري
- قطلوبا الفخري
- علاء الدين أيدغمش الناصري
- سيف الدين طقزدمر الحموي الناصري الساقي
- سيف الدين يلبغا اليحياوي
- سيف الدين أرغون شاه الناصري
- سيف الدين أيتمش الجمدار الناصري
- أرغون الكاملي
- أبو علي المارداني (فترة أولى)
- سيف الدين منجك اليوسفي
- أبو علي المارداني (فترة ثانية)
- سيف الدين أسندمر اليحياوي
- سيف الدين بيدمر الخوارزمي
- أبو علي المارداني (فترة ثالثة)
- سيف الدين بيدمر الخوارزمي (فترة ثانية)
- سيف الدين منجك اليوسفي (فترة ثانية)
- سيف الدين بيدمر الخوارزمي (فترة ثالثة)
- طشتمر الدوادار
- سيف الدين أقطمر الحنبلي
- سيف الدين بيدمر الخوارزمي (فترة رابعة)
- سيف الدين كمشبغا اليلبغاوي الحموي
- سيف الدين بيدمر الخوارزمي (فترة خامسة)
- سيف الدين أشقتمر المارديني (فترة أولى)
- سيف الدين بيدمر الخوارزمي (فترة سادسة)
- سيف الدين أشقتمر المارديني (فترة ثانية)
- علاء الدين الطنبغا الجوباني (فترة أولى)
- سيف الدين طرنطاي الحاجب
- سيف الدين بزلار العمري
- سيف الدين جردمر الأشرفي
- علاء الدين الطنبغا الجوباني (فترة ثانية)
- يلبغا الناصري
- بطا الدوادار الظاهري
- سيف الدين سودون الطرنطاي
- سيف الدين كمشبغا الخاصكي
- سيف الدين تنم بن عبد الله الحسني الظاهري (تنبك الحسني)
- شرف الدين سودون الدوادار
- تغري بردي الظاهري
- علاء الدين أقبغا الجمالي الأطروش
- شرف الدين شيخ الخاصكي
- سيف الدين نوروز الحافظي (فترة أولى)
- بيغوت
- سيف الدين نوروز الحافظي (فترة ثانية)
- قانباي المحمدي
- الطنبغا العثماني
- أقباي الدوادار
- سيف الدين تنبك بن عبد الله العلائي (تنبك ميق) (فترة أولى)
- جقمق الدوادار
- سيف الدين تنبك بن عبد الله العلائي (تنبك ميق) (فترة ثانية)
- تنبك البجاسي
- سيف الدين سودون الظاهري
- جار قطلي
- قصروه الظاهري
- إينال الجمكمي
- أقبغا التمرازي
- جلبان المؤيدي
- قانباي الحمزاوي
- جانم الجركسي
- تتم المحتسب الظاهري
- جاني بك التاجي
- برسباي البجاسي
- برد بك الظاهري (فترة أولى)
- أزبك بن ططخ الأشرفي
- برد بك الظاهري (فترة ثانية)
- برقوق الظاهري الكوسج
- جاني بك قلقسيز
- قانصوه اليحياوي (فترة أولى)
- قجماس الإسحاقي
- قانصوه اليحياوي (فترة ثانية)
- إينال الفقيه
- جان بلاط (فترة أولى)
- كرتباي الأحمر
- جان بلاط (فترة ثانية)
- قصروه
- دولتباي
- قانصوه البرج
- سودون العجمي
- أركماس من طراباي
- سيباي بن بختجا
- جان بردي الغزالي